# Sōzō Okada
Sōzō Okada (岡田 桑三, Okada Sōzō), également connu sous le nom de scène Hikaru Yamanouchi (山内光, Yamanouchi Hikaru), est un acteur et producteur japonais né le 15 juin 1903 et mort le 1er septembre 1983. Il est connu pour les films Courant chaud (1939), Nihon josei no uta (1934) et Kajuen no onna (1935).

## Biographie
Le grand père d'Okada était anglais et par conséquent le jeune Sōzō Okada a beaucoup voyagé hors du Japon durant les années 1920 et 1930.
À l'origine, Okada voulait être peintre et a étudié en Allemagne de 1920 à 1923. Lorsqu'il retourne au Japon, il intègre le studio Shōchiku et devient acteur sous le nom de scène Hikaru Yamanouchi. Il retourne à Berlin par la suite et voyage à Moscou en 1929 afin d'étudier l'avant-garde cinématographique et fait alors la rencontre de Sergueï Eisenstein. Il rapporte de ce séjour en Russie de nombreuses photographies et publications d'actualités. Le constructivisme russe est alors à son apogée et Okada est fortement marqué par le style du photojournalisme soviétique,.
À Stuttgart, il voit l'exposition originale du Deutscher Werkbund Film und Foto en 1929 qui marque l'apogée de l'enthousiasme à l'égard de la photographie en Allemagne,. Cet enthousiasme est partagé par Okada qui s'empresse de proposer à Asahi Shinbunsha (朝日新聞社) d'accueillir cette exposition itinérante au Japon.
De retour au Japon, il entend diffuser les avant-gardes et les méthodes européennes dans son pays et cofonde ainsi le Kokusai Kōga Kyōka (国際光画協会, litt. Association Internationale de Photographie) et rejoint la Sobiēto no Tomo no Kai (ソヴェートの友の会, litt. Association des amis de l'Union Soviétique).
En 1933, il cofonde le Nippon-Kobo avec Yōnosuke Natori, Ihei Kimura, Nobuo Ina et Hiromu Hara. L'année suivante, une partie de l'équipe quitte le Nippon-Kobo pour fonder le Chūō Kōbō, et Okada en fait partie. En 1941, en raison de ses liens très forts avec l'État-major de l'Armée impériale japonaise, Okada dissout le Chūō Kōbō et fonde la Tōhōsha à laquelle il intègre toute l'équipe du Chūō Kōbō.
Sous le nom de scène de Hikaru Yamanouchi, Sōzō Okada a tourné dans près de 80 films entre 1926 et 1940.

## Filmographie sélective

### Comme acteur
- 1931 : Bōfū-u no bara (暴風雨の薔薇?) de Hōtei Nomura
- 1932 : L'Amour qui mène au paradis (天国に結ぶ恋, Tengoku ni musubu koi?) de Heinosuke Gosho
- 1934 : La Rue sans fin (限りなき舗道, Kagiri naki hodo?) de Mikio Naruse : Hiroshi Yamanouchi
- 1935 : La Fille du verger (果樹園の女, Kajuen no onna?) de Yasujirō Shimazu
- 1936 : Réunion de famille (家族会議, Kazoku kaigi?) de Yasujirō Shimazu
- 1936 : Le Nouveau Chemin : Akemi (新道 前篇朱実の巻, Shindō: Zenpen Akemi no maki?) de Heinosuke Gosho : Aoki
- 1936 : Le Nouveau Chemin : Ryota (新道 後篇良太の巻, Shindō: Kohen Ryota no maki?) de Heinosuke Gosho : Aoki
- 1939 : Courant chaud (暖流, Danryū?) de Kōzaburō Yoshimura : le docteur Tsuru

## Récompenses et distinctions
- 1961 : prix Kan-Kikuchi